# Skałki (Bogucice Pierwsze)
Skałki – część wsi Bogucice Pierwsze w Polsce, położona w województwie świętokrzyskim, w powiecie pińczowskim, w gminie Pińczów.
W latach 1975–1998 Skałki administracyjnie należały do województwa kieleckiego.